# Vultur gryphus
El cóndor andino (Vultur gryphus), también conocido como cóndor de los Andes o simplemente cóndor, es una especie de ave de la familia Cathartidae, que habita en la cordillera de los Andes y las costas adyacentes del océano Pacífico en el oeste de América del Sur.
Es el ave voladora más grande del mundo por la medida combinada de peso (15 kg) y envergadura máxima (3,3 m). Generalmente se le considera el ave rapaz más grande del mundo. Tiene plumaje negro con un collar de plumas blancas que rodea la base del cuello y, especialmente en el macho, grandes manchas blancas en las alas. La cabeza y el cuello casi no tienen plumas y son de un color rojo apagado, que puede enrojecerse y, por lo tanto, cambiar de color en respuesta al estado emocional del ave. El macho tiene una barba en el cuello y una gran cresta o carúncula de color rojo oscuro en la coronilla. La hembra es más pequeña que el macho, una excepción a la regla entre las aves de presa.
Es principalmente un ave carroñera pues prefiere cadáveres grandes, como los de ciervo o ganado. Alcanza la madurez sexual a los cinco o seis años de edad y anida en elevaciones de entre los 3000 y los 5000 m s. n. m., generalmente en formaciones rocosas inaccesibles. Posee una tasa de reproducción muy baja pues suelen poner uno o dos huevos. Es una de las aves más longevas del mundo, con una esperanza de vida de más de setenta años en algunos casos.
Es un símbolo nacional de Argentina, Bolivia, Chile, Colombia, Ecuador y Perú, y tiene un importante papel en el folclore y la mitología de las regiones andinas de Sudamérica. La Unión Internacional para la Conservación de la Naturaleza la cataloga como una especie vulnerable pues sufre la pérdida de su hábitat y el envenenamiento por la ingesta de animales intoxicados o de los propios cebos envenenados colocados ilegalmente por cazadores y ganaderos. Este animal inspiró al personaje de cómic llamado Condorito.

## Taxonomía

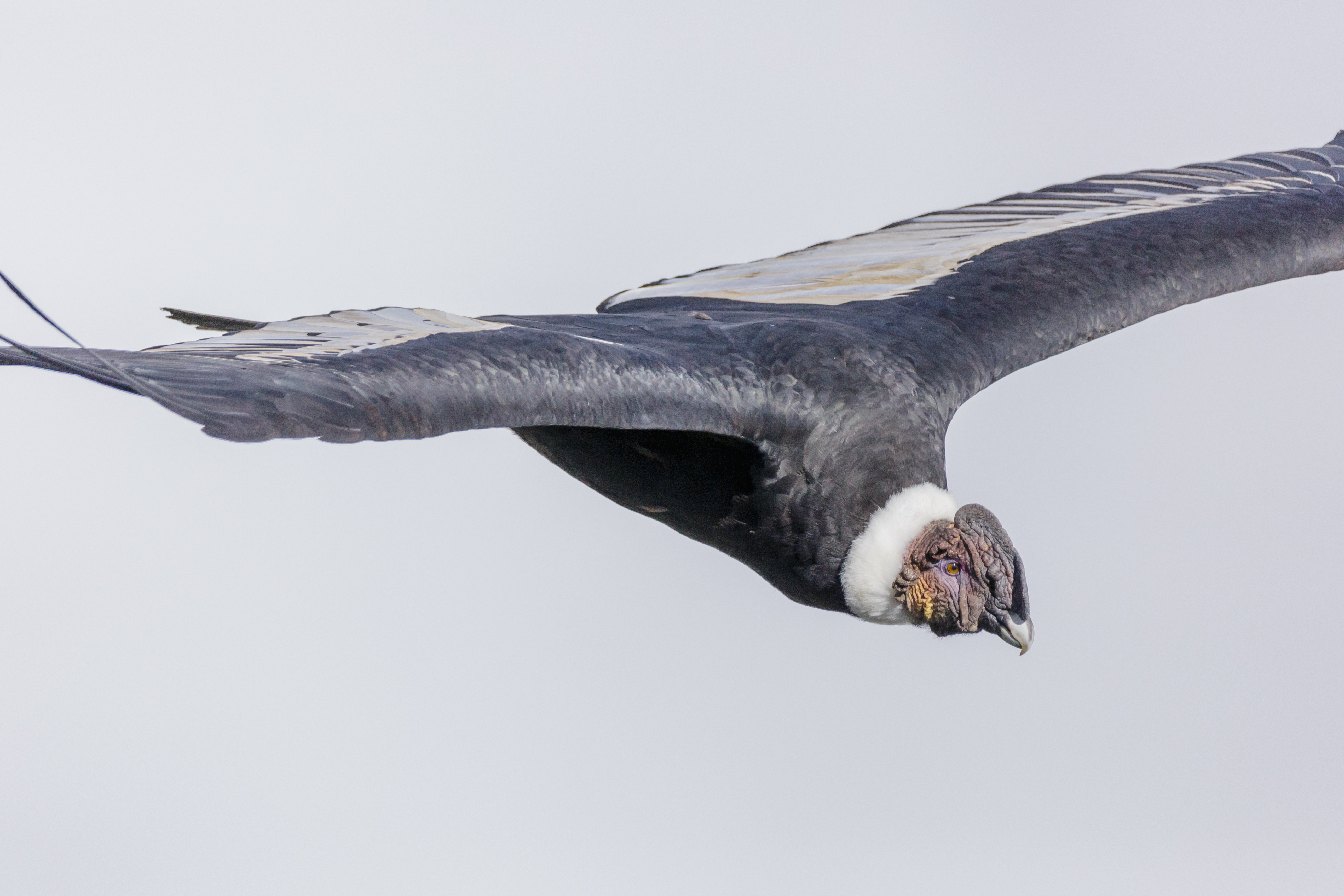
Cóndor andino en Perú

El cóndor andino fue descrito en 1758 por el naturalista sueco Carlos Linneo en la décima edición de Systema naturæ, y conserva la nomenclatura binominal original de Vultur gryphus. El término genérico Vultur proviene del latín vultur o voltur, que significa "buitre". Su epíteto específico se deriva de una variante de la palabra griega γρυπός (grupós, «pico con forma de gancho»). La palabra cóndor en sí se deriva del quechua kuntur.
La ubicación taxonómica exacta del cóndor andino y las seis especies restantes de buitres del Nuevo Mundo sigue sin estar clara. Aunque ambos son similares en apariencia y tienen roles ecológicos similares, los buitres del Nuevo Mundo y del Viejo Mundo evolucionaron de diferentes ancestros en diferentes partes del mundo y no están estrechamente relacionados. Actualmente se debate qué tan diferentes son las dos familias, y algunas autoridades anteriores sugirieron que los buitres del Nuevo Mundo están más estrechamente relacionados con las cigüeñas. Las autoridades más recientes mantienen su posición general en el orden Accipitriformes junto con los buitres del Viejo Mundo o colocarlos en su propio orden, Cathartiformes. El Comité de Clasificación de América del Sur eliminó a los buitres del Nuevo Mundo de los Ciconiiformes y en su lugar los describió como incertae sedis, notando que era posible ubicarlos como miembros de la orden de los Falconiformes o como miembros de su propio orden, Cathartiformes, inclinándose por esa última opción el año 2008.
El cóndor andino es la única especie viva aceptada de su género, Vultur. A diferencia del cóndor de California (Gymnogyps californianus), que se conoce a partir de extensos restos fósiles y algunos adicionales de congéneres, el registro fósil del cóndor andino recuperado hasta la fecha es escaso. Posteriormente se reconoció que las supuestas especies del Plio-Pleistoceno de cóndores sudamericanos no eran diferentes de la especie actual, aunque una conocida solo a partir de unos pocos huesos bastante pequeños encontrados en un depósito del Plioceno en el departamento de Tarija, Bolivia, puede haber sido una cronoespecie más pequeña, V. gryphus patruus.

## Descripción

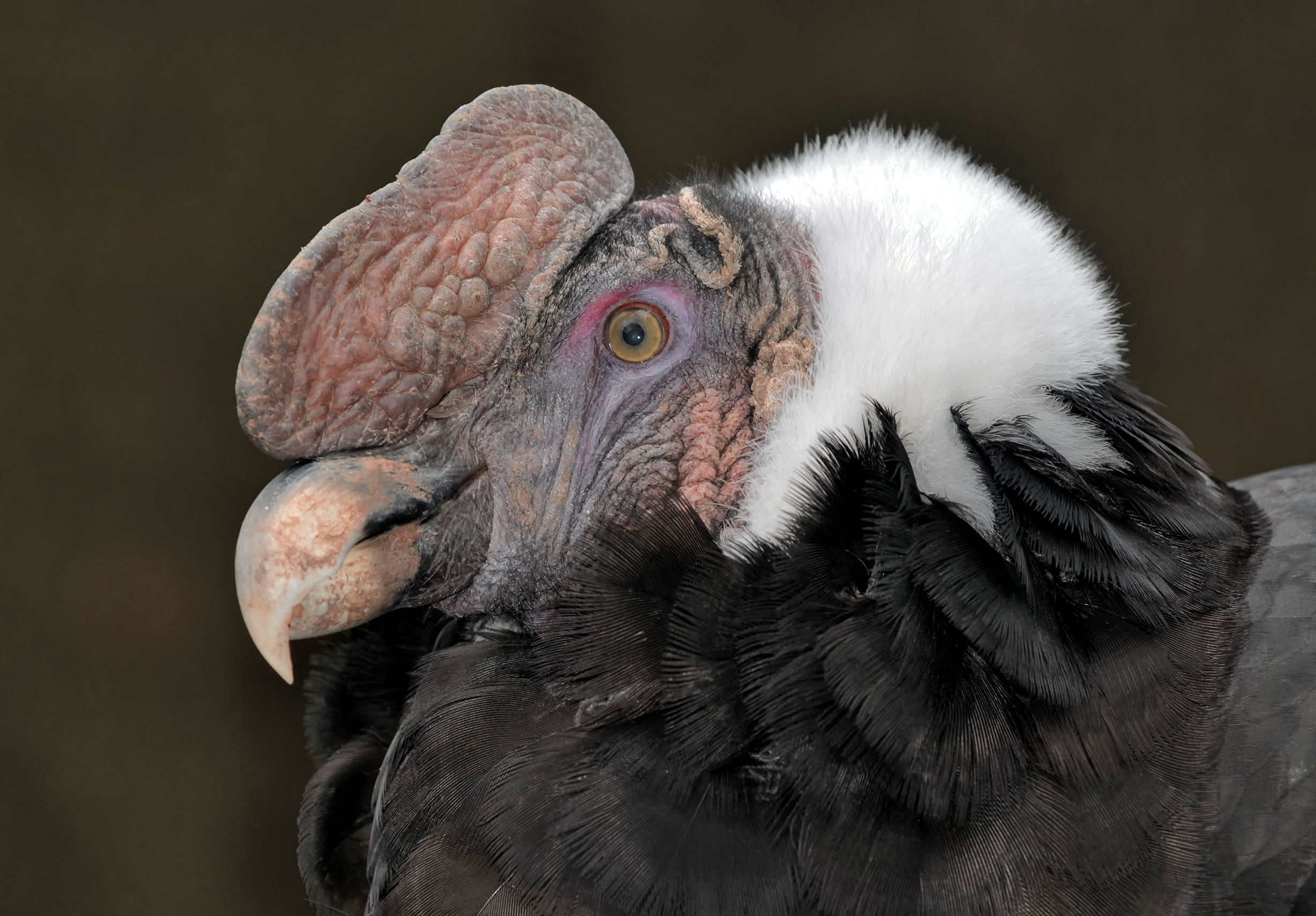
Hay una carúncula (o cresta) de color rojo oscuro en la parte superior de la cabeza del macho adulto.

La longitud total del cóndor andino puede oscilar entre los 100 y 130 cm. Entre las medidas estándar, la cuerda del ala es de 76 a 85 cm, la cola de 33 a 38 cm y el tarso de 11,5 a 12,5 cm. Las medidas se toman generalmente de especímenes criados en cautiverio. El peso medio es de 11,3 kg, con los machos promediando alrededor de un kilogramo más con 12,5 kg, las hembras un kilogramo menos con 10,1 kg. Los cóndores poseen el peso promedio más elevado de cualquier ave o animal volador vivo, por delante de los cisnes trompeteros (Cygnus buccinator) y los pelícanos ceñudos (Pelecanus crispus). Sin embargo, otras fuentes afirman una masa corporal media de especie de 10,3 kg para el cóndor andino. El cóndor andino es el ave terrestre viva más grande capaz de volar si se mide en términos de peso promedio y envergadura, aunque las avutardas macho de las especies más grandes (mucho más dimórficas sexualmente en tamaño) pueden pesar más. La envergadura media es de alrededor de 283 cm y las alas tienen la superficie más grande de cualquier ave existente. Tiene una envergadura máxima de 3,3 m. Entre las especies de aves vivas, solo los grandes albatros y las dos especies más grandes de pelícanos superan al cóndor andino en envergadura promedio y máxima.
El plumaje del adulto es totalmente negro, excepto por un volante de plumas blancas en la base del cuello y, especialmente en los machos, grandes bandas blancas en las alas, que solo aparecen después de la primera muda del ave. La cabeza y el cuello, meticulosamente limpios, son de color rojo a rojo negruzco y tienen pocas plumas. Su calvicie significa que la piel está más expuesta a los efectos esterilizantes de la deshidratación y la radiación ultravioleta de gran altitud. La corona de la cabeza es aplanada y (en el macho) está rematada por una cresta de color rojo oscuro (también llamada carúncula); la piel que cuelga de su cuello se llama zarza. Cuando los cóndores están agitados (por ejemplo, durante el cortejo), su cabeza y cuello se enrojecen, una clara señal para los animales cercanos. Los juveniles son de color marrón grisáceo, pero con la cabeza y el cuello negruzcos y una gorguera marrón.
El dedo medio es muy alargado y el trasero está poco desarrollado, mientras que las garras de todos los dedos son comparativamente rectas y romas. Los pies, por lo tanto, están más adaptados para caminar y son de poca utilidad como armas u órganos de prehensión como en las aves de rapiña y los buitres del Viejo Mundo. El pico es ganchudo y está adaptado para desgarrar carne podrida. Los iris del macho son marrones, mientras que los de la hembra son de color rojo intenso. No tienen pestañas. A diferencia de la mayoría de las aves rapaces, la hembra es más pequeña.
La observación de los patrones de color de las alas y el tamaño y la forma de la cresta del macho son las mejores formas de identificar a los cóndores andinos individuales. Los métodos de avistamiento y reavistamiento evalúan el tamaño y la estructura de las poblaciones.

## Distribución

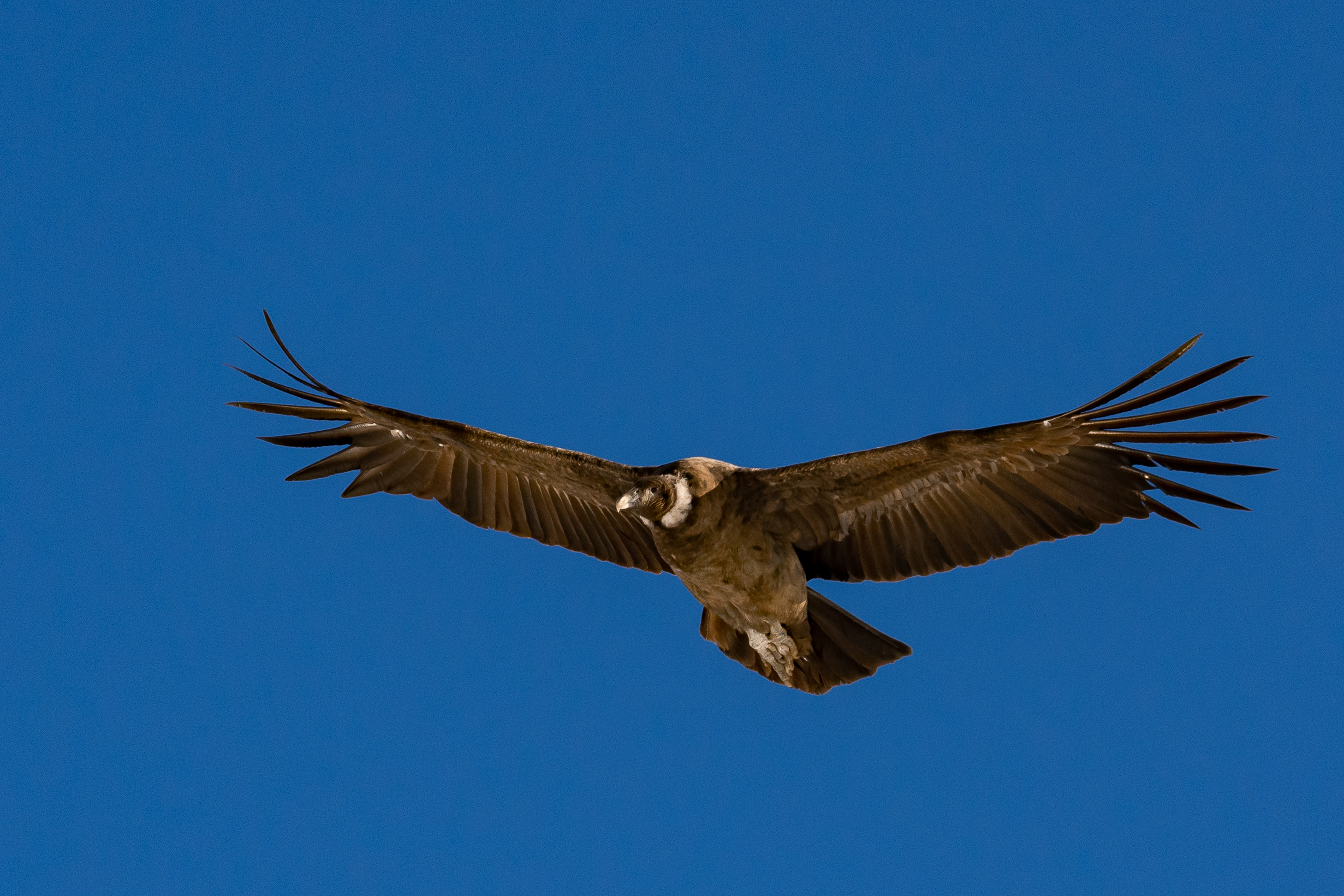
Cóndor sobrevolando el cerro Provincia en Santiago (Chile)

El cóndor andino se encuentra en los Andes y la sierra de Santa Marta en América del Sur. En el norte, su rango comienza en Venezuela y Colombia, luego continúa hacia el sur a lo largo de los Andes en Ecuador, Perú y Chile, a través de Bolivia y el oeste de Argentina, hasta Tierra del Fuego. Además, hay varios registros de su presencia en Paraguay, en el Chaco, donde suele ser visitante ocasional,
A principios del siglo XIX, el cóndor andino se reproducía desde el oeste de Venezuela hasta Tierra del Fuego, a lo largo de toda la cadena de los Andes, pero su área de distribución se ha reducido considerablemente debido a la actividad humana. Su hábitat se compone principalmente de pastizales abiertos y áreas alpinas de hasta 5000 m s. n. m. Prefiere áreas relativamente abiertas y no boscosas que le permitan detectar carroña desde el aire, como el páramo o las zonas montañosas rocosas en general. Ocasionalmente se distribuye en las tierras bajas del este de Bolivia, el norte de Perú y el suroeste de Brasil, desciende a las zonas desérticas de tierras bajas en Chile y Perú, y se encuentra sobre los bosques de hayas en la Patagonia. En el sur de la Patagonia, las praderas son importantes para los cóndores andinos ya que es probable que este hábitat tenga herbívoros presentes. En esta región, la distribución del cóndor andino está influenciada por la ubicación de praderas y acantilados para anidar y descansar.

## Ecología y comportamiento

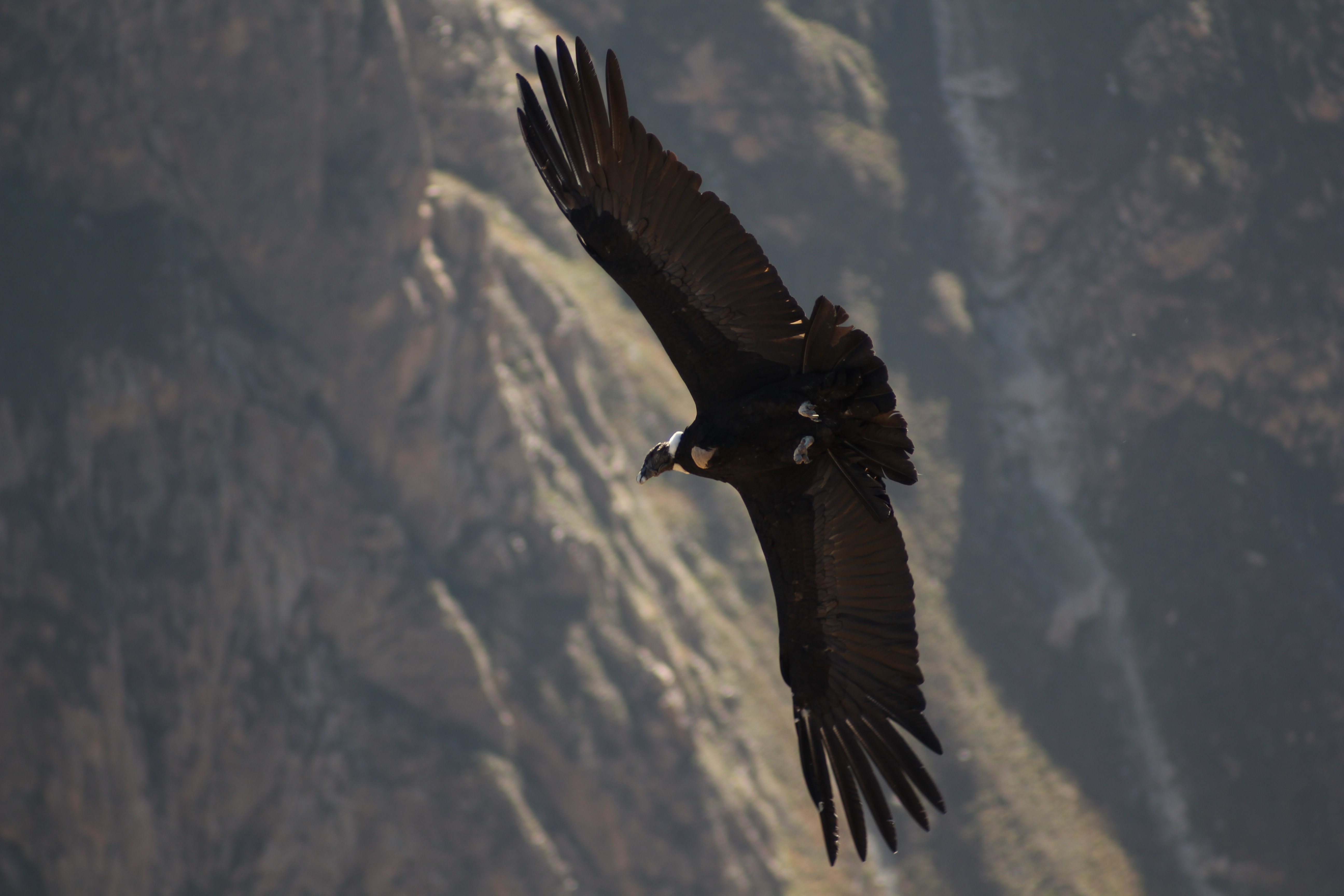
Los cóndores andinos a menudo pasan gran parte de su tiempo volando en las corrientes ascendentes de las montañas.

El cóndor vuela con las alas en posición horizontal y las plumas primarias dobladas hacia arriba en las puntas. La falta de un gran esternón para anclar sus músculos de vuelo correspondientemente grandes lo identifica fisiológicamente como un volador. Agita sus alas al levantarse del suelo, pero después de alcanzar una elevación moderada, las agita muy raramente, confiando en las térmicas para mantenerse en el aire. Charles Darwin comentó haberlos observado durante media hora sin observar una sola vez un aleteo de sus alas. Prefiere posarse en lugares altos desde los que pueda lanzarse sin un gran esfuerzo de aleteo. Los cóndores andinos a menudo se ven volando cerca de los acantilados rocosos, usando las corrientes de aire para ayudarlos a elevarse. Los registradores de vuelo han demostrado que «el 75 % del aleteo de las aves estaba asociado con el despegue», y que «bate sus alas solo el 1 % del tiempo durante el vuelo». La proporción de tiempo de aleteo es mayor para vuelos cortos. El aleteo entre dos planeos térmicos es mayor que el aleteo entre dos planeos de pendiente.
Al igual que otros buitres del Nuevo Mundo, el cóndor andino tiene el hábito inusual de la urohidrosis: a menudo vacía su cloaca sobre sus piernas y pies. Se ha propuesto un efecto de enfriamiento por evaporación como razón de este comportamiento, pero no tiene ningún sentido en el frío hábitat andino del ave. Debido a este hábito, sus piernas a menudo están manchadas con una acumulación blanca de ácido úrico.
Existe una estructura social bien desarrollada dentro de grandes grupos de cóndores, con competencia para determinar un "orden jerárquico" mediante el lenguaje corporal, el comportamiento de juego competitivo y las vocalizaciones. En general, los machos maduros tienden a estar en la parte superior del orden jerárquico, y los machos inmaduros posteriores a la dispersión tienden a estar cerca de la parte inferior.

### Reproducción

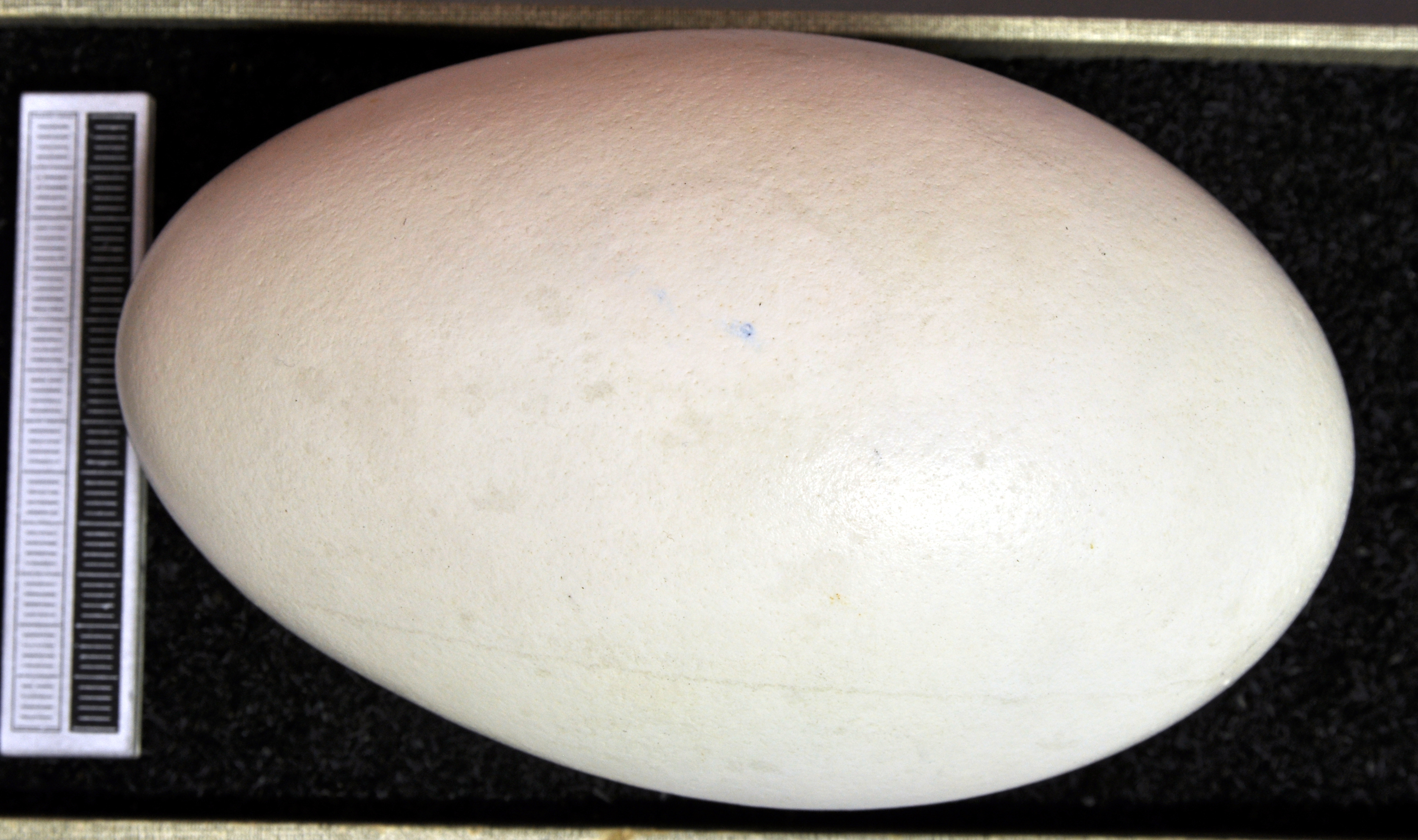
Huevo, Colección Museo Wiesbaden

La madurez sexual y el comportamiento reproductivo no aparecen en el cóndor andino hasta que el ave tiene cinco o seis años de edad. Puede vivir hasta cincuenta años o más y se empareja de por vida. Durante las exhibiciones de cortejo, la piel del cuello del macho se enrojece, cambia de rojo opaco a amarillo brillante y se infla. Se acerca a la hembra con el cuello extendido, revelando el cuello inflado y el parche en el pecho, mientras sisea, luego extiende sus alas y se mantiene erguido mientras chasquea la lengua. Otros rituales de cortejo incluyen silbidos y cloqueos mientras saltan con las alas parcialmente extendidas y bailan.

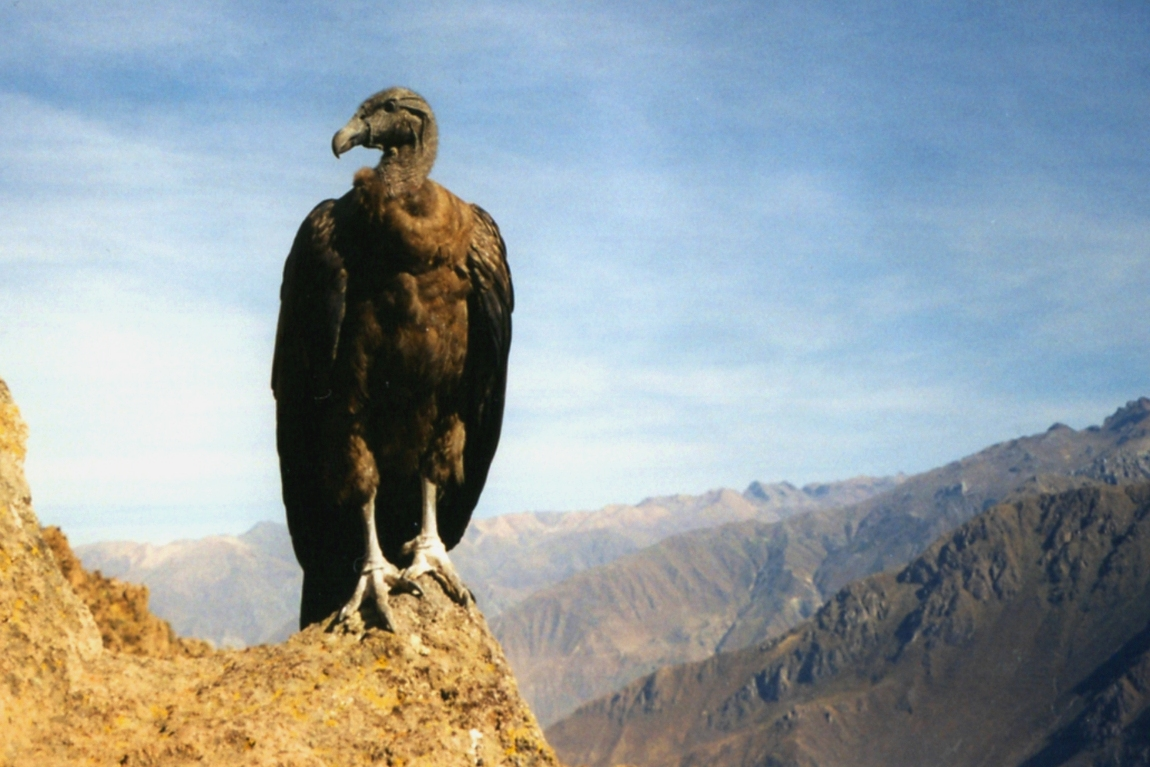
Un cóndor juvenil en el Cañón del Colca, Perú.

El cóndor andino prefiere anidar y reproducirse a altitudes de 3000 a 5000 m s. n. m. Su nido, que consiste en unos palos colocados alrededor de los huevos, se crea en salientes de roca inaccesibles. Sin embargo, en las áreas costeras de Perú, donde hay pocos acantilados, algunos nidos son simplemente grietas parcialmente sombreadas raspadas contra rocas en las laderas. Deposita uno o dos huevos de color blanco azulado, con un peso aproximado de 280 g y una longitud de 75 a 100 mm, durante los meses de febrero y marzo cada dos años. El huevo eclosiona después de cincuenta y cuatro a cincuenta y ocho días de incubación por parte de ambos padres. Si el pollito o el huevo se pierde o se quita, deposita otro huevo para reemplazarlo. Los investigadores y criadores aprovechan este comportamiento para duplicar la tasa de reproducción al llevarse el primer huevo para criarlo a mano, lo que hace que los padres pongan un segundo huevo, que generalmente se les permite criar. Los jóvenes están cubiertos de un plumón grisáceo hasta que son casi tan grandes como sus padres. Son capaces de volar después de seis meses, pero continúan descansando y cazando con sus padres hasta los dos años, cuando son desplazados por una nueva nidada.

### Alimentación
El cóndor andino es un carroñero, por lo que se alimenta principalmente de carroña. Los cóndores salvajes habitan grandes territorios, a menudo viajan más de 200 km al día en busca de carroña. Naturalmente, se alimentan de los cadáveres más grandes disponibles, que pueden incluir llamas (Lama glama), alpacas (Vicugna pacos), ñandúes (Rhea americana), guanacos (Lama guanicoe), venados y armadillos. Los individuos silvestres podrían adquirir carotenoides adicionales de la materia vegetal contenida en las vísceras de los cadáveres y la vegetación fresca. Sin embargo, la mayoría de los cóndores del interior ahora viven en gran parte de los animales domésticos, que ahora están más extendidos en América del Sur, como el ganado bovino (Bos taurus), los caballos (Equus caballus), los burros (Equus asinus), las mulas, las ovejas (Ovis aries), cerdos domésticos (Sus domesticus), cabras domésticas (Capra hircus) y perros (Canis familiaris). También se alimentan de los cadáveres de especies cinegéticas introducidas como el jabalí (Sus scrofa), conejos (Oryctolagus cuniculus), zorros (Lycalopex culpaeus) y ciervos (Cervus elaphus). Para los cóndores que viven alrededor de la costa, la dieta consiste principalmente en cadáveres varados de mamíferos marinos, en su mayoría cetáceos. También asaltarán los nidos de pájaros más pequeños para alimentarse de los huevos. Se ha observado que los cóndores andinos cazan algunos animales pequeños y vivos, como roedores, aves y conejos, que (dada su falta de patas poderosas y de agarre o una técnica de caza desarrollada) generalmente matan golpeando repetidamente con su pico.

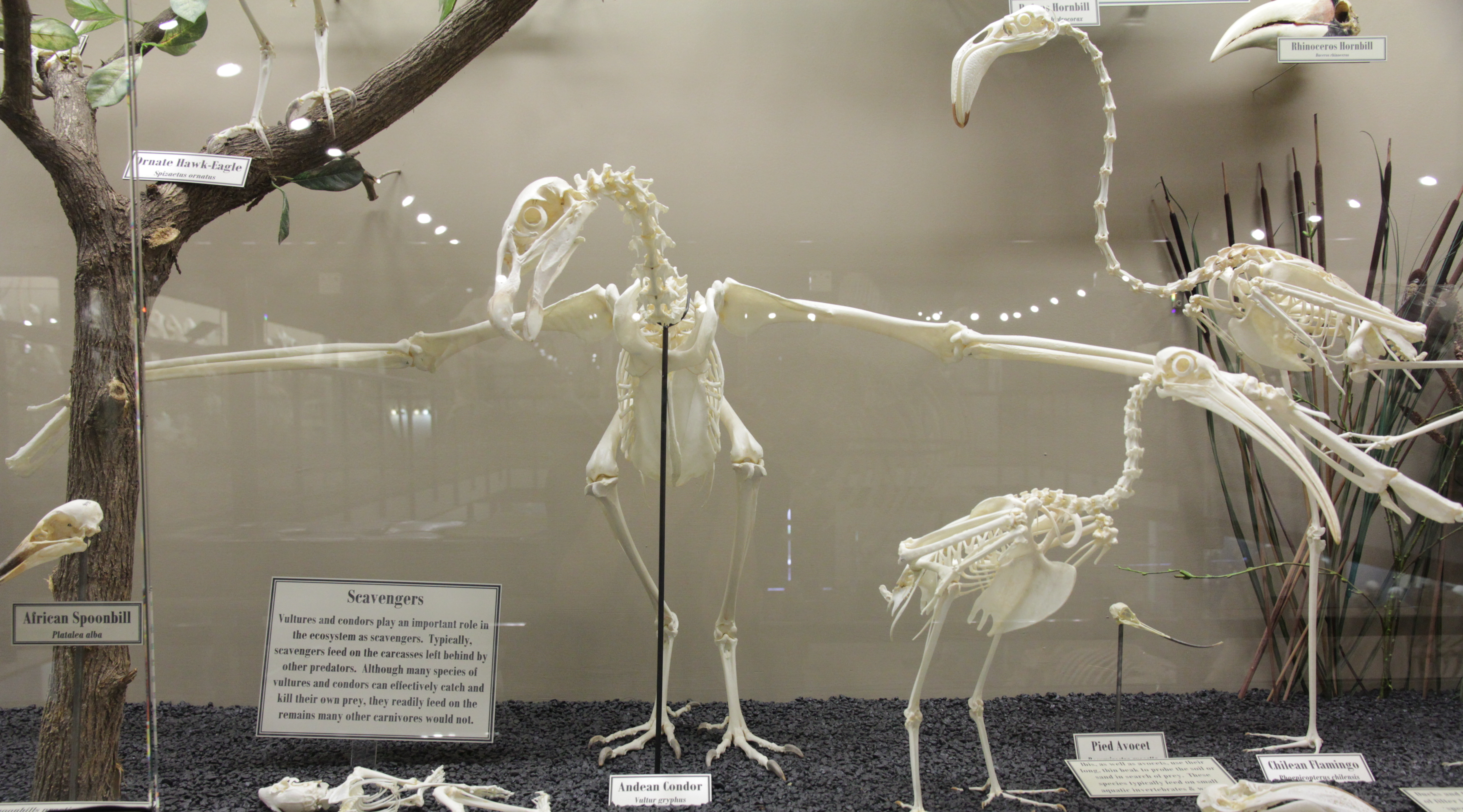
Esqueleto de cóndor andino.

Las áreas costeras brindan un suministro constante de alimentos y, en áreas particularmente abundantes, algunos cóndores andinos limitan su área de alimentación a varios kilómetros de tierra frente a la playa. Localizan la carroña al observarla o siguiendo a otros carroñeros, como córvidos u otros buitres. Puede seguir a los buitres del Nuevo Mundo del género Cathartes, el buitre pavo (Cathartes aura), el aura sabanera (Cathartes burrovianus) y el aura selvática (Cathartes melambrotus), hasta los cadáveres. Los buitres Cathartes se alimentan por el olfato, detectando el olor del etanotiol, un gas producido por el comienzo de la descomposición de los animales muertos. Estos buitres más pequeños no pueden atravesar las pieles más duras de estos animales más grandes con la eficiencia del cóndor más grande, y sus interacciones son a menudo un ejemplo de dependencia mutua entre especies. Sin embargo, los estudios han indicado que los cóndores andinos son bastante competentes en la búsqueda de carroña sin necesidad de depender de otros carroñeros para que los guíen hacia ella. Los gallinazos (Coragyps atratus) y varios mamíferos carroñeros carnívoros, como los zorros, a veces pueden rastrear a los buitres Cathartes en busca de cadáveres o competir con los cóndores por la carroña disponible, pero el cóndor es invariablemente dominante entre los carroñeros en su área de distribución. Un estudio en la Patagonia encontró sorprendentemente que los cóndores estaban impulsando la ecología del puma (Puma concolor) en el área, aparentemente al apoderarse rutinariamente de las matanzas del poderoso felino (a menudo al día siguiente de las matanzas nocturnas del puma). Se proyecta que los cóndores fueron capaces de hostigar a los pumas a pesar del tamaño y el poder del gran felino, y aparentemente ha llevado a los pumas a aumentar su tasa de matanza para adaptarse a sus frecuentes pérdidas a manos de los carroñeros. Los cóndores andinos son comedores intermitentes en la naturaleza, a menudo pasan varios días sin comer y luego se atiborran de varias libras a la vez, a veces hasta el punto de no poder levantarse del suelo. Debido a que sus patas y garras no están adaptadas para agarrar, debe alimentarse mientras está en el suelo. Al igual que otros carroñeros, juega un papel importante en su ecosistema al deshacerse de la carroña que, de lo contrario, sería un caldo de cultivo para las enfermedades.

### Longevidad
Al ser un ave de maduración lenta sin depredadores naturales conocidos en la edad adulta, el cóndor andino es un ave longeva. No se sabe que las tasas de longevidad y mortalidad se hayan estudiado ampliamente en la naturaleza. Algunas estimaciones de la esperanza de vida de las aves silvestres han superado los cincuenta años. En 1983, el Libro Guinness de los Récords Mundiales consideró que el ave más longeva de cualquier especie con una vida útil confirmada era un cóndor andino que murió después de sobrevivir setenta y dos años en cautiverio, habiendo sido capturado en la naturaleza como un juvenil de edad indeterminada. Se ha informado que varias especies de loros viven quizás más de cien años en cautiverio, pero estos datos no se consideraron probados. Según los informes, otro espécimen de cóndor en cautiverio vivió durante setenta y un años. Sin embargo, esta esperanza de vida ha sido excedida por un macho, apodado "Thaao", que se mantuvo en Beardsley Zoo en Connecticut. Thaao nació en cautiverio en 1930 y murió el 26 de enero de 2010, con setenta y nueve años de edad. Esta sería la mayor edad verificada jamás conocida para un ave.

## Relación con los humanos

### Estado de conservación

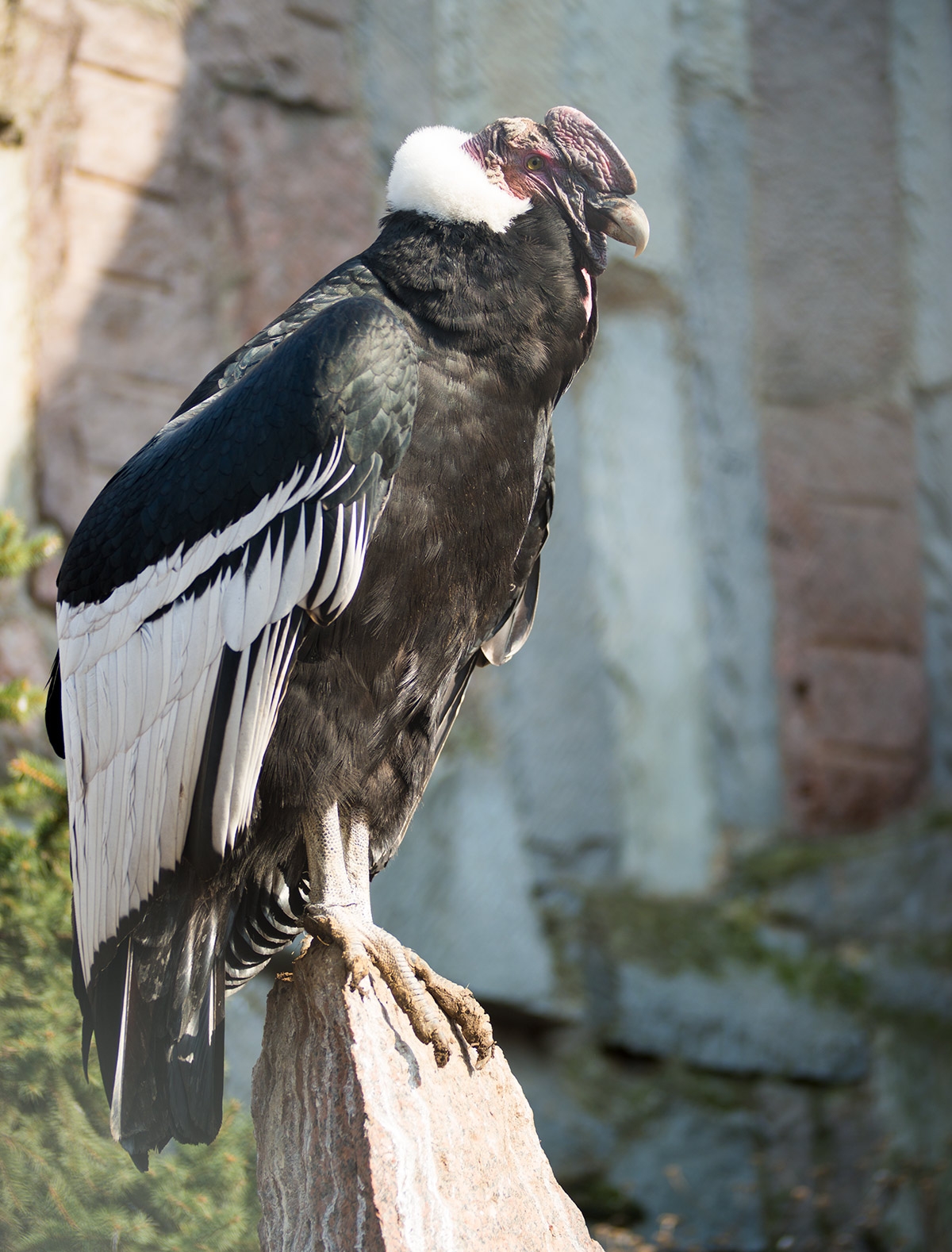
Macho adulto en el zoológico de Moscú (Rusia)

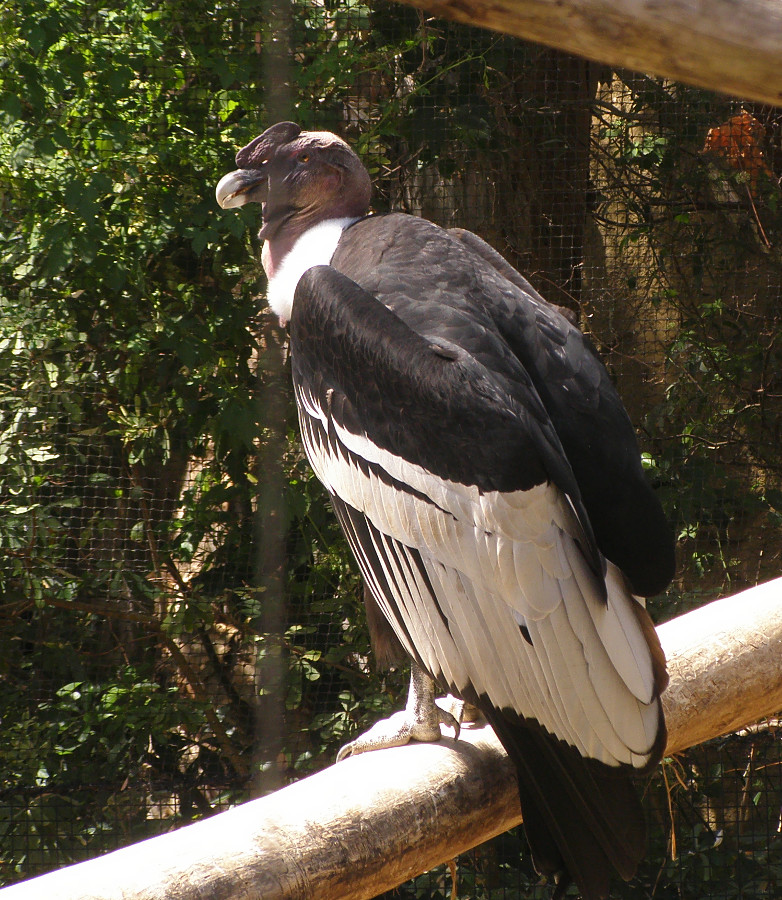
Macho adulto en el zoológico Taronga (Australia)

El cóndor andino es considerado vulnerable por la UICN y la Organización Peruana de Conservación. Se colocó por primera vez en la lista de especies en peligro de extinción de los Estados Unidos en 1970, un estatus que se asigna a un animal que está en peligro de extinción en toda su área de distribución o en una parte significativa de ella. Las amenazas a su población incluyen la pérdida del hábitat necesario para la alimentación, el envenenamiento secundario de los animales asesinados por los cazadores y la persecución. Se encuentra amenazada principalmente en la zona norte de su área de distribución, y es extremadamente rara en Venezuela y Colombia, donde ha experimentado una disminución considerable en los últimos años. Debido a que está adaptado a una mortalidad muy baja y tiene tasas reproductivas correspondientemente bajas, es extremadamente vulnerable a la persecución humana, la mayor parte del cual se deriva del hecho de que los agricultores lo perciben como una amenaza debido a los presuntos ataques al ganado. Los conservacionistas han implementado programas educativos para disipar este concepto erróneo. Programas de reintroducción utilizando cóndores andinos criados en cautiverio, que liberan aves nacidas en zoológicos de América del Norte en la naturaleza para reforzar las poblaciones, se han introducido en Argentina, Venezuela y Colombia. Los primeros cóndores andinos criados en cautiverio fueron liberados en la naturaleza en 1989. Al criar cóndores, el contacto humano es mínimo; los polluelos se alimentan con títeres de guante que se asemejan a los cóndores andinos adultos para evitar que los polluelos se impriman en los humanos, lo que los pondría en peligro al ser liberados, ya que no desconfiarían de los humanos. Los cóndores se mantienen en aviarios durante tres meses antes de la liberación, donde se aclimatan a un ambiente similar al que serán liberados. Los cóndores liberados son rastreados por satélite para observar sus movimientos y monitorear si aún están vivos.
En respuesta a la captura de todos los individuos silvestres del cóndor de California, en 1988 el Servicio de Pesca y Vida Silvestre de los Estados Unidos inició un experimento de reintroducción que incluía la liberación de cóndores andinos cautivos en la naturaleza en California. Solo se liberaron hembras para evitar que se convirtiera en una especie invasora. El experimento fue un éxito y todos los cóndores andinos fueron recapturados y liberados en América del Sur antes de que se llevara a cabo la reintroducción de los cóndores de California.
En junio de 2014, autoridades locales de la región de Angasmarca rescataron dos cóndores andinos que estaban enjaulados y exhibidos en un mercado local como atracción para los turistas.

### Función cultural

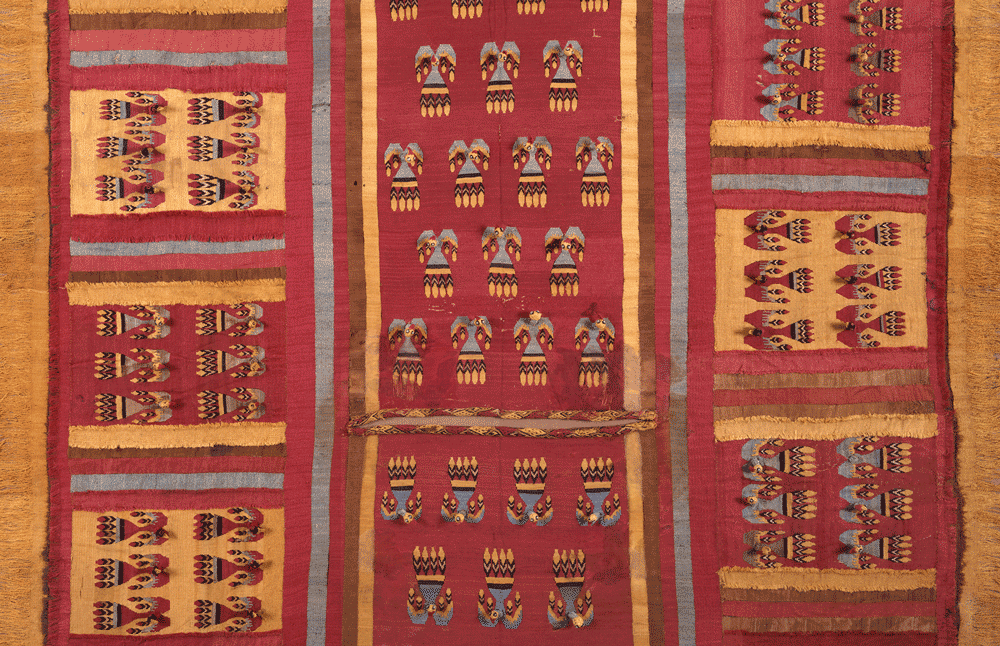
Textil chancay con cóndores voladores, 1200-1400 d. C.

#### Como símbolo nacional
El cóndor andino es un símbolo nacional de los estados andinos de Argentina, Bolivia, Chile, Colombia, Ecuador, Perú y Venezuela. Es el ave nacional de Bolivia, Chile, Colombia y Ecuador.

#### En el folclore y la mitología

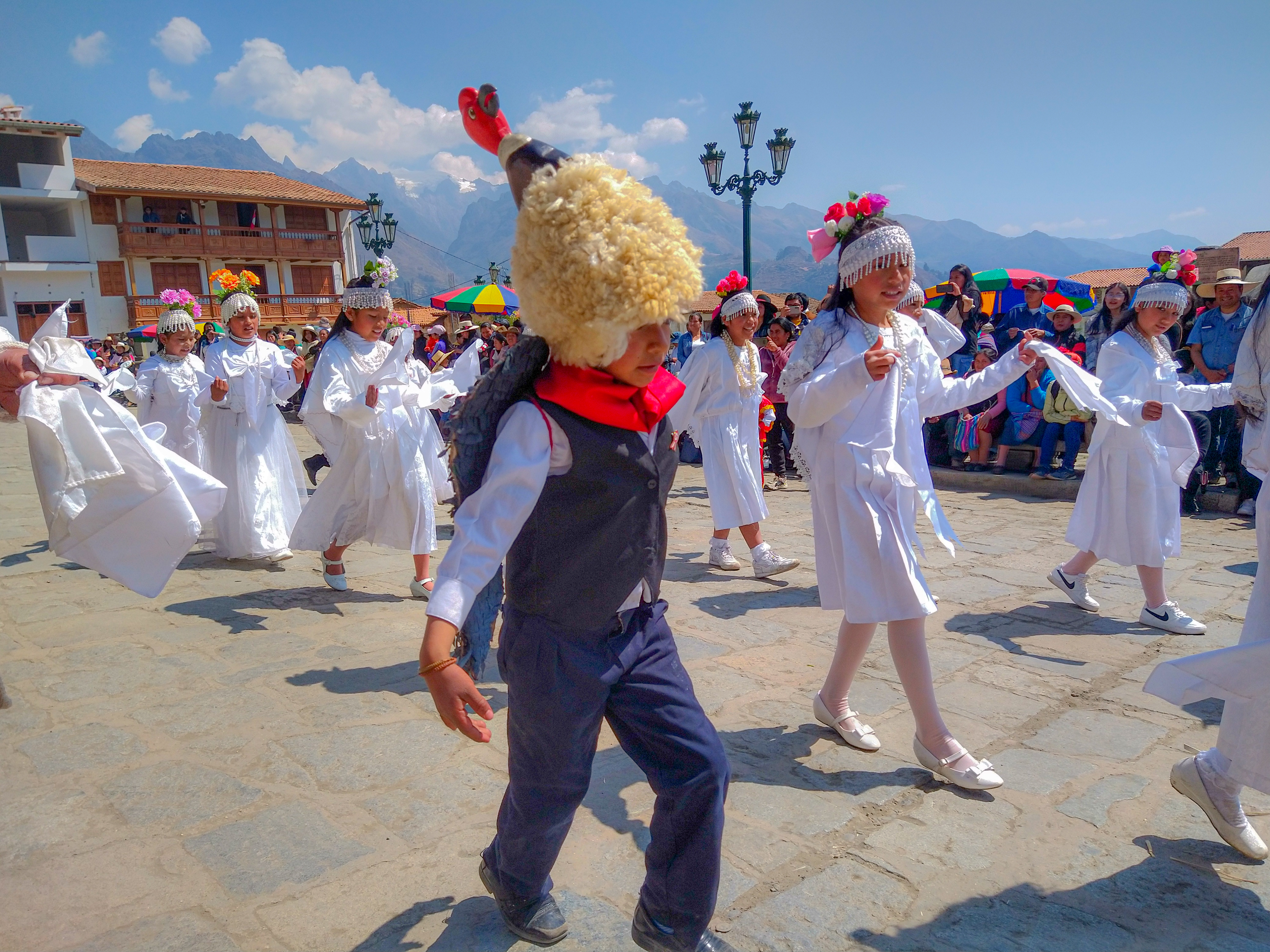
Niño ataviado como el ave, ejecutando la danza Quispi Cóndor, en Chacas, Perú.

Desempeña un papel importante en el folclore y la mitología de las regiones andinas sudamericanas, y ha sido representado en el arte andino desde c. 2500 a. C. en adelante, y parte de la religión indígena andina. En la mitología andina, el cóndor andino estaba asociado con la deidad del sol, y se creía que era el gobernante del mundo superior. El cóndor andino es considerado un símbolo de poder y salud por muchas culturas andinas, y se creía que los huesos y órganos del cóndor andino poseían poderes medicinales, lo que a veces llevaba a la caza y matanza de cóndores para obtener sus huesos y órganos. En algunas versiones de la tauromaquia peruana, un cóndor está atado a la espalda de un toro, donde picotea al animal mientras los toreros lo torean. El cóndor generalmente sobrevive y es puesto en libertad.

#### En la filatelia
El cóndor andino es una figura popular en las estampillas de muchos países, apareciendo en variadas estampillas de países andinos como Argentina, Bolivia, Chile, Colombia, Ecuador, Perú y Venezuela, además de ser motivo filatélico en otros países tan variados como Angola, Cuba, España y Japón, entre otros.

#### En la numismática
También ha aparecido en las monedas y billetes de Colombia y Chile (de forma más estable), así como en emisiones conmemorativas de países que no son hogar del cóndor andino, pero de todos modos han querido homenajearlo, como Cuba en 2007, Liberia en 2004 y Malaui en 2010. Recientemente, en también Perú ha emitido una moneda conmemorativa al cóndor andino, como parte de la serie numismática Fauna Silvestre Amenazada del Perú, acuñada en 2017.
Al formar parte de algunos escudos nacionales, también ha sido retratado de manera indirecta en algunas monedas de Bolivia y Ecuador.
Especial resulta el caso de Chile, país que cuenta al cóndor andino como uno de sus animales nacionales y es protagonista de su escudo nacional. En lo relativo a la numismática, el cóndor apareció de manera ininterrumpida en las monedas chilenas desde 1830 -desde 1837 de forma circulante, en la moneda de 8 reales- hasta 1979 -apareciendo por última vez en la moneda de 50 centavos-, para luego ser retratado de forma indirecta, como parte del escudo nacional, hasta la actualidad en las monedas de 100 pesos chilenos. Su presencia en las monedas chilenas resulta tan significativa que los coleccionistas de dicho país han apodado sus diversos diseños de distintas formas, existiendo, así, por ejemplo, el "cóndor rompe cadenas", el "cóndor Montt", el "cóndor pechugón", el "cóndor paloma", el "cóndor águila", el "cóndor sobre rocas", el "cóndor al vuelo", entre otros.

Escudos nacionales
Escudo de Venezuela (1812)
Escudo de la Gran Colombia (1820-1821)
Escudo del Perú (1821-1825)
Escudo de Bolivia
Escudo de Chile
Escudo de Colombia
Escudo de Ecuador

Otros escudos
Escudo del Comando Conjunto Aeroespacial, Argentina
Escudo del estado Mérida, Venezuela
Escudo de Huari (Perú).
Escudo de la Universidad Nacional Autónoma de México
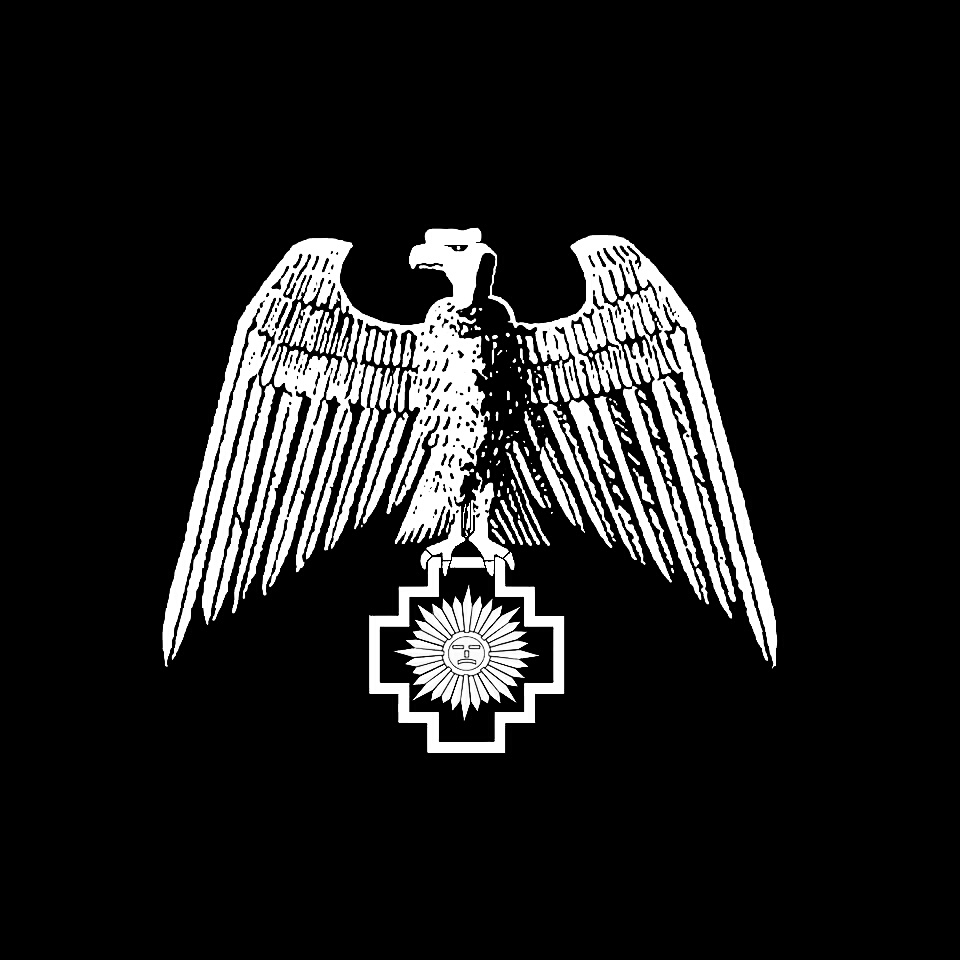
Estandarte imperial del movimiento etnocacerista

## Galería de imágenes

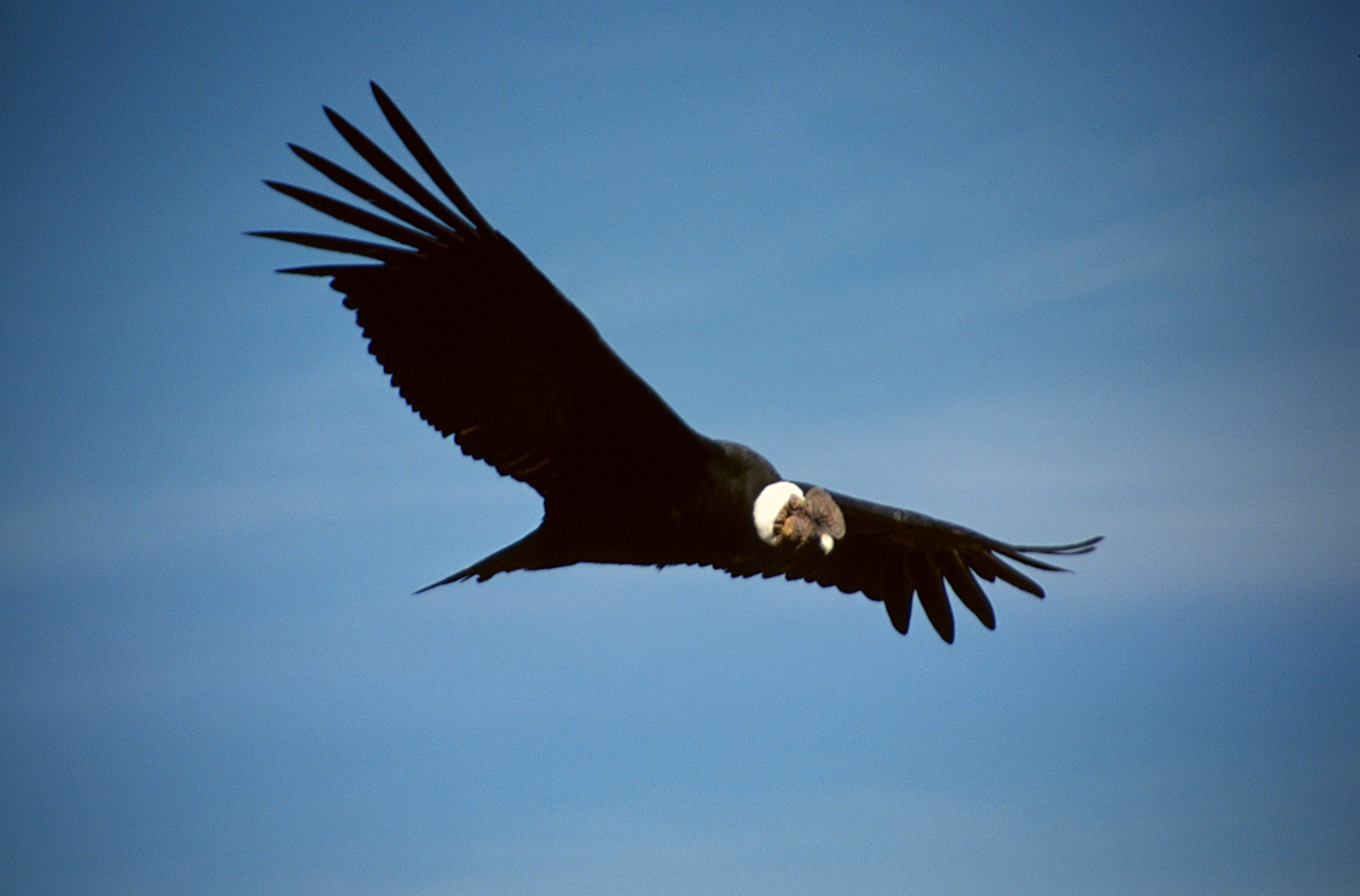
Cóndor andino sobrevolando el Valle del Colca en Perú
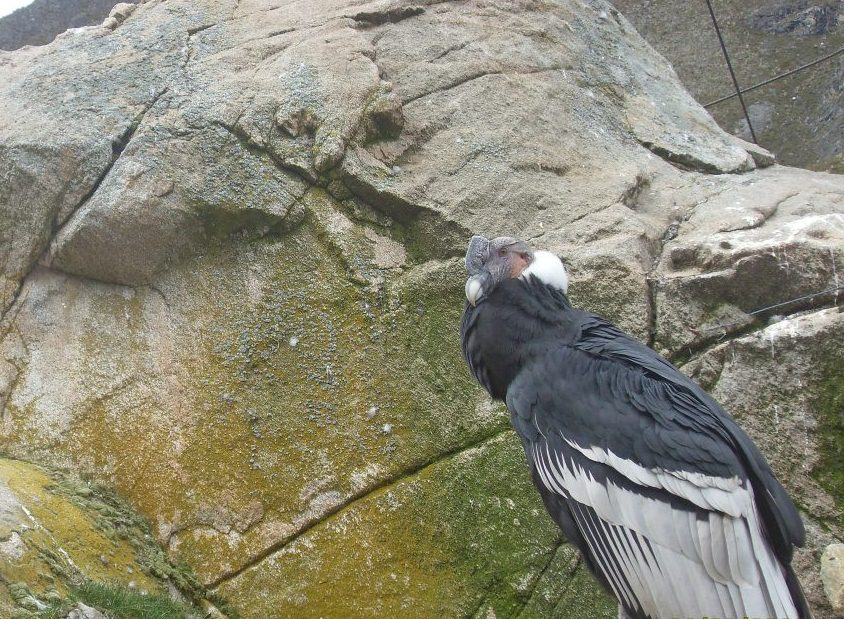
Cóndor Andino en el Refugio del Condor Páramo de Mifafi, Edo. Mérida, Venezuela
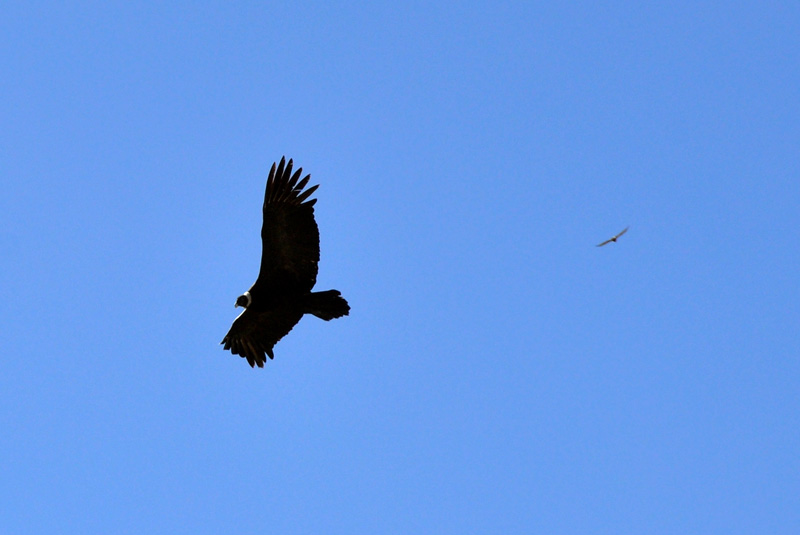
Cóndor en la provincia de Salta, Argentina
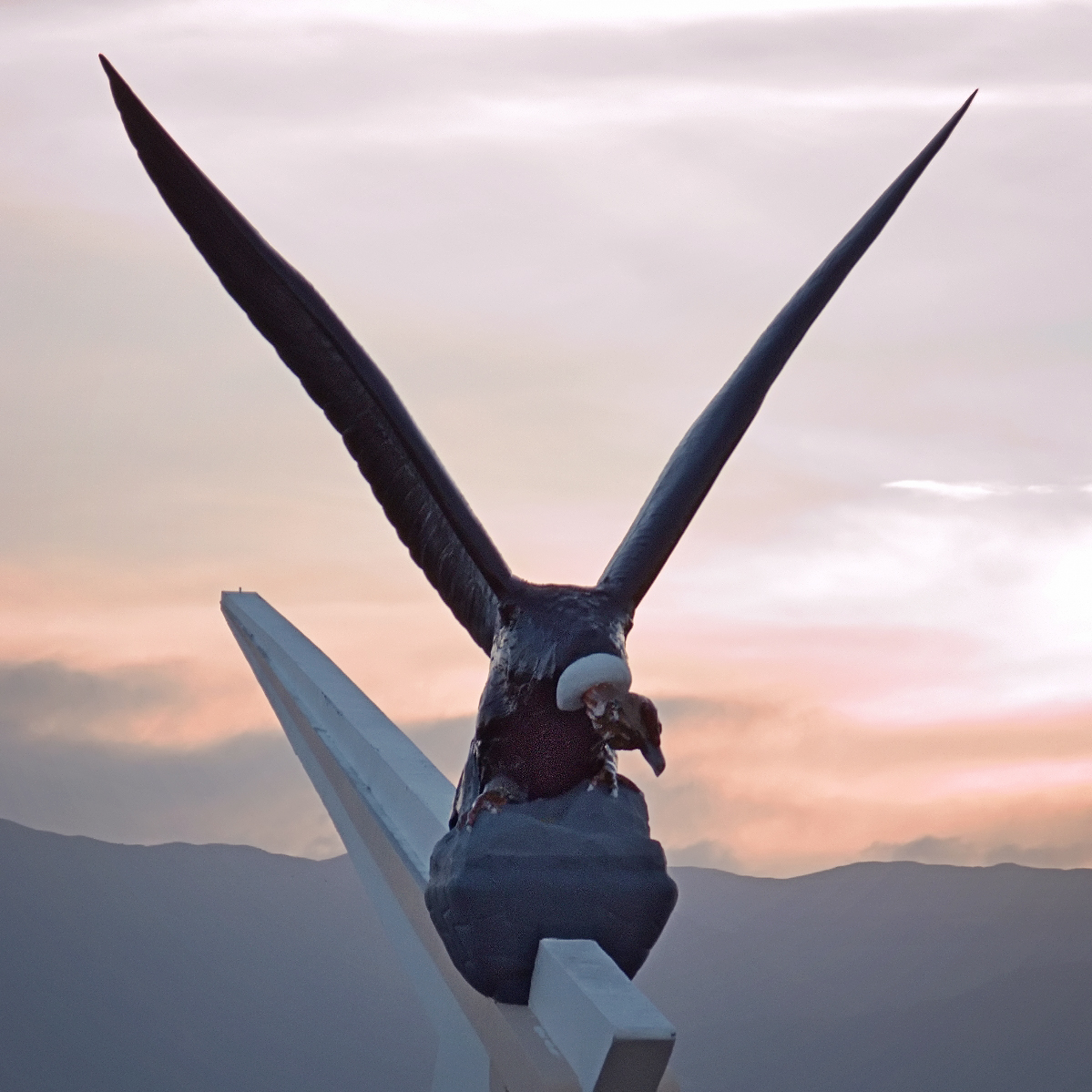
Monumento al Cóndor en Ruta Nacional 7-  Acceso Este de la Ciudad de Mendoza
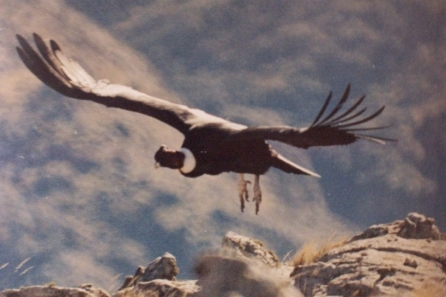
En el Parque Quebrada del Condorito, Córdoba, Argentina
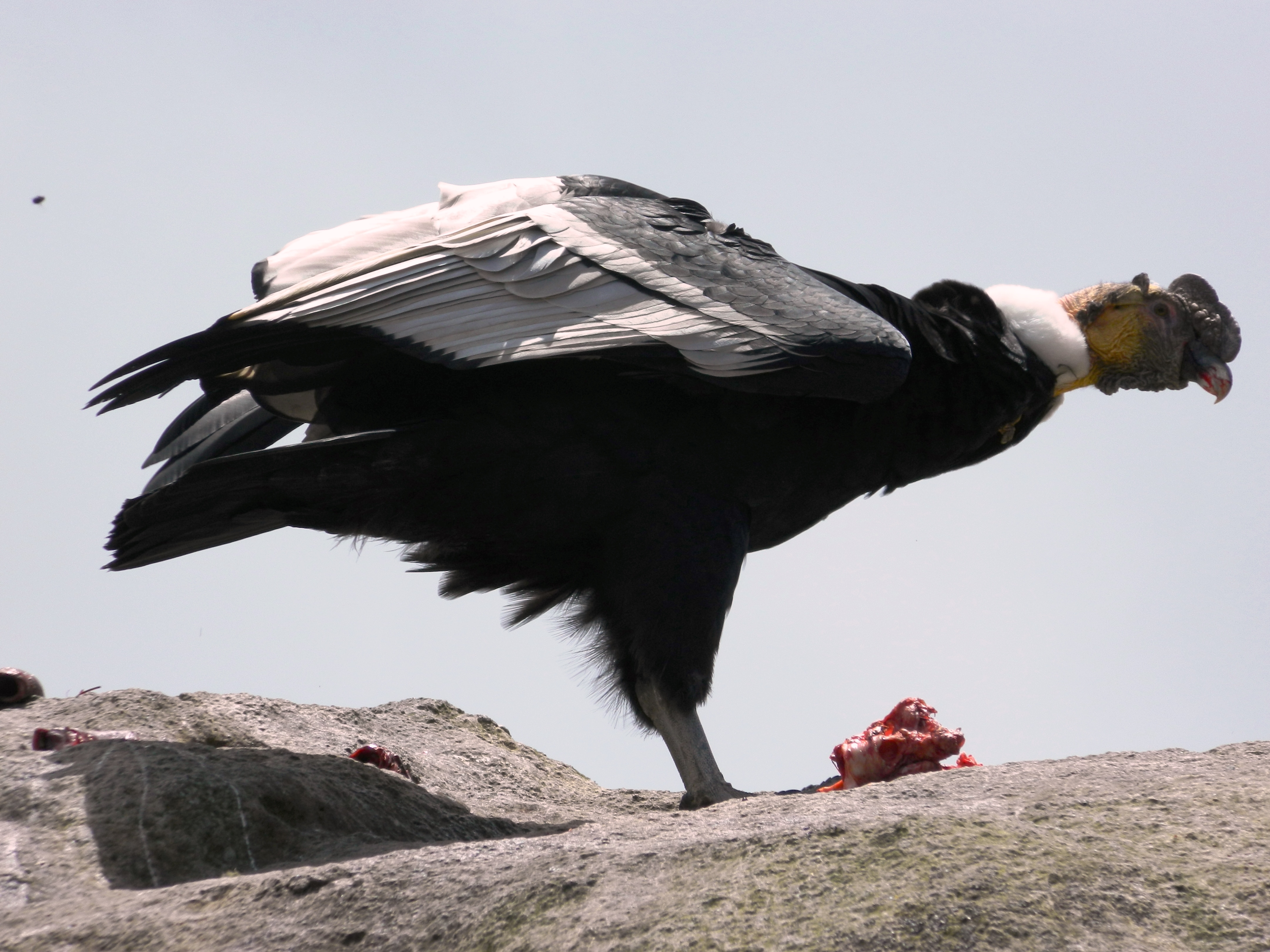
Cóndor en el Departamento del Cauca, Colombia.
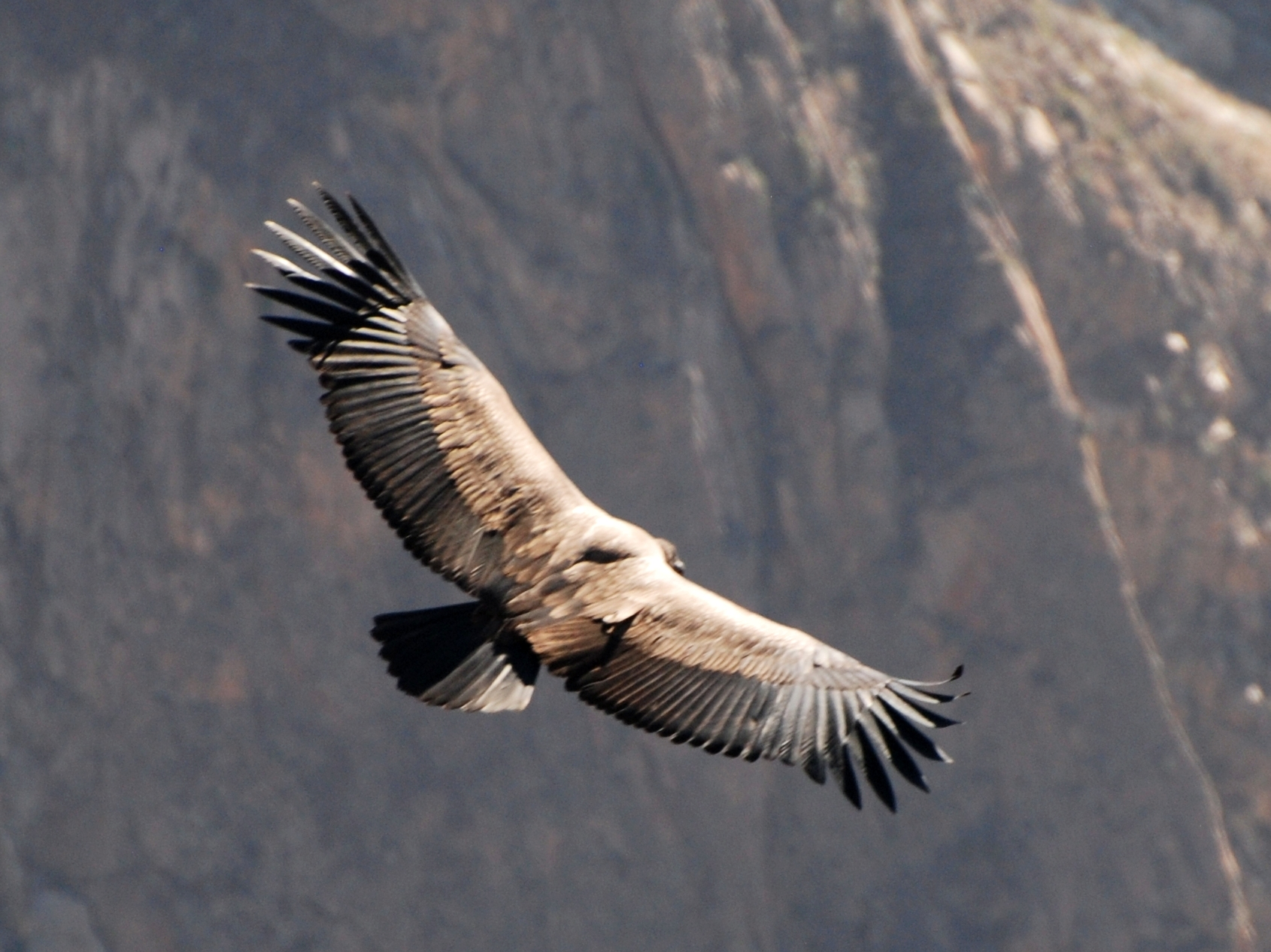
Hembra juvenil en vuelo, Perú.
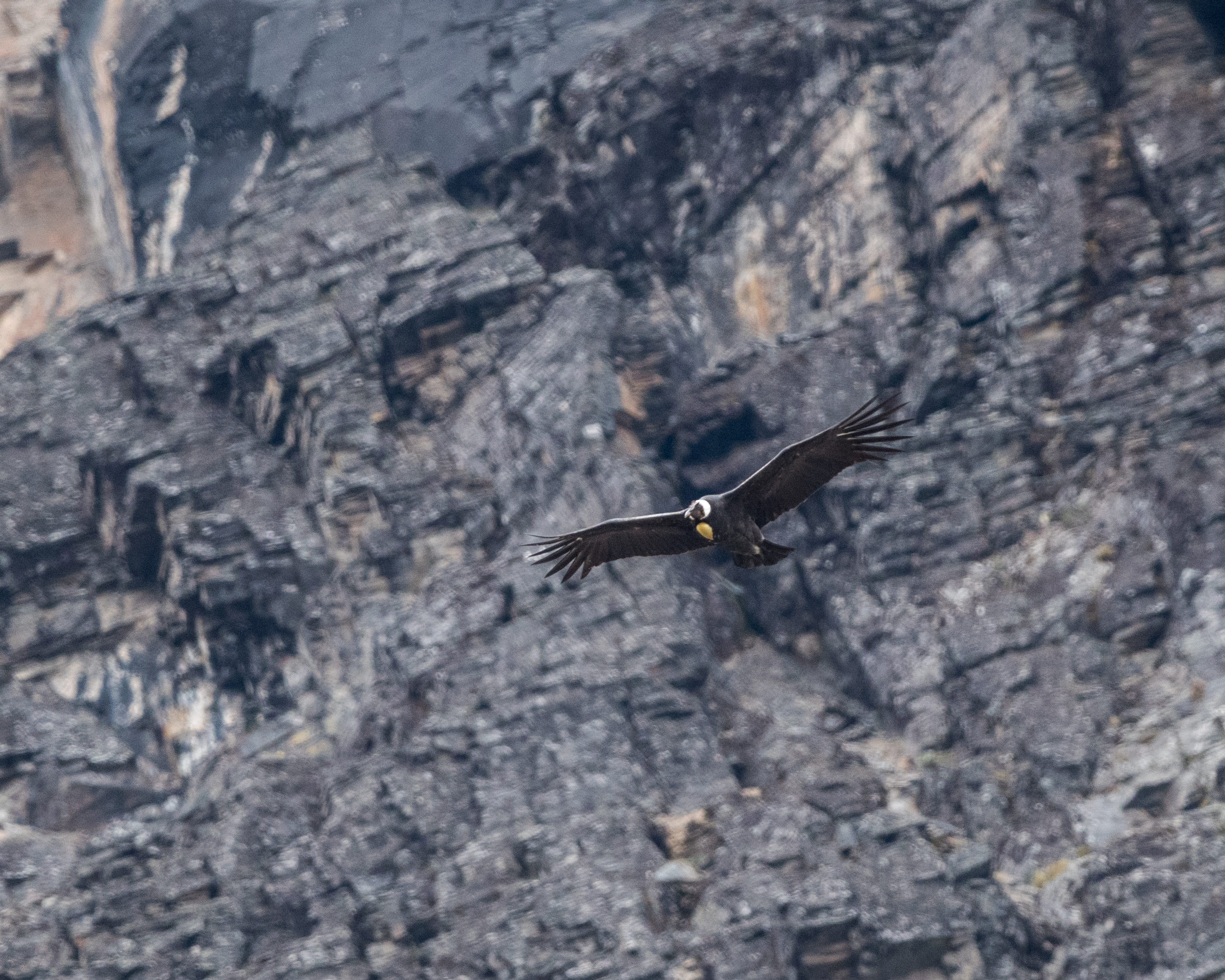
Cóndor volando en La Paz, Bolivia.
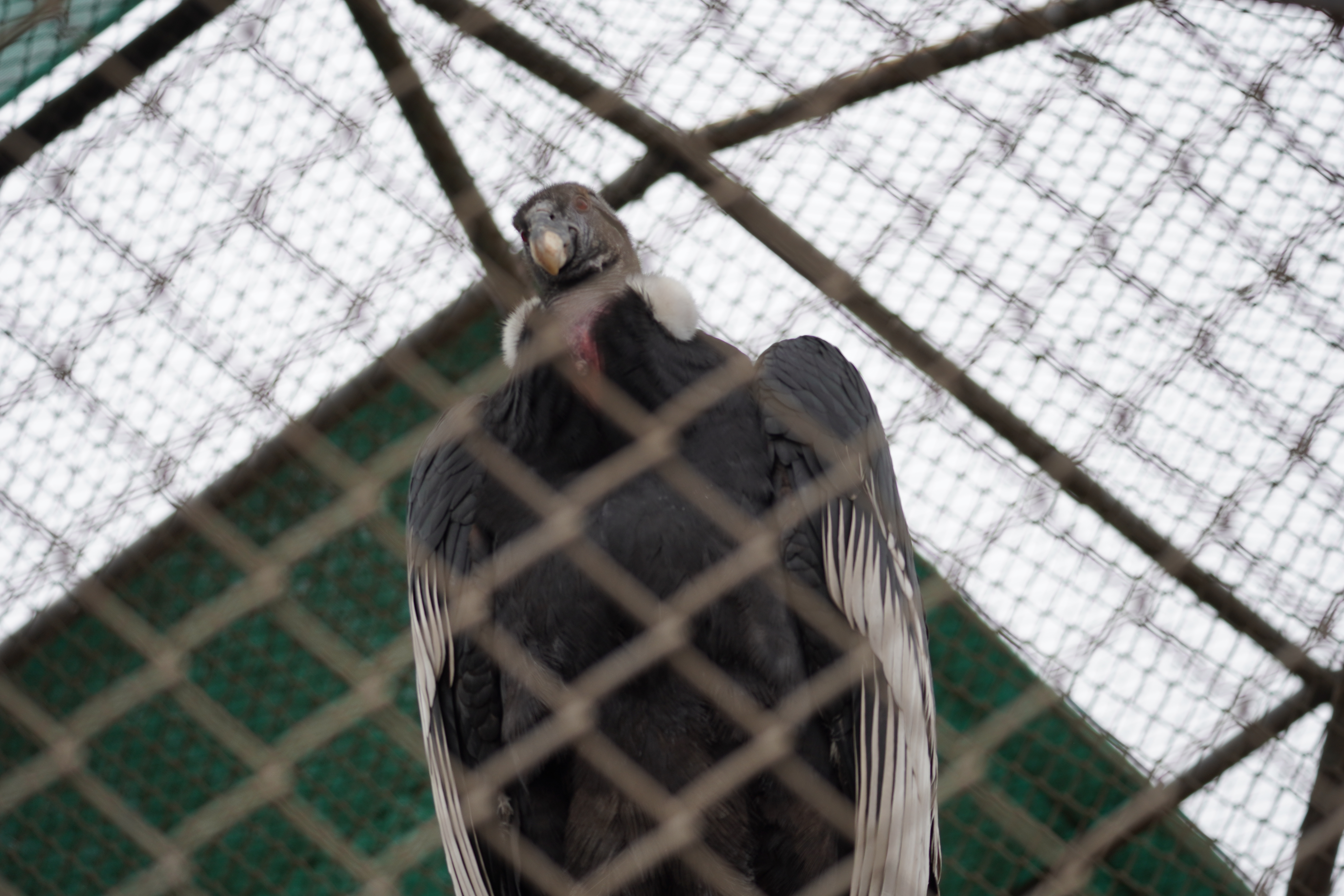
Condor andino hembra en el Parque de las Leyendas